# Al-Sadd Sports Club (handball)
La Al Sadd Sports Club Handball est un club de handball, situé à Doha au Qatar, évoluant en Qatari Handball League.

## Palmarès
Compétitions nationales
- Championnat du Qatar (9) : 1986, 1988, 1989, 1994, 1997, 2001, 2002, 2004, 2009
- Coupe de l'Émir (8) : 1997, 1999, 2002, 2004, 2005, 2006, 2007, 2013
- Coupe du Prince (7) : 2002, 2003, 2004, 2005, 2006, 2009, 2010

Compétitions internationales
- Coupe du monde des clubs (1) : 2002
- Ligue des champions d'Asie (5) :  2000, 2001, 2002, 2003, 2005

## Personnalités liées au club
- Abdelkrim Bendjemil : joueur de 1987 à 1989
- Redouane Aouachria : entraîneur de 2012 à ?
- Abdulla Al-Karbi : joueur
- Eric Gull : joueur de 2008 à 2009
- / Mahmoud Hassab Alla : joueur
- Sobhi Saïed : joueur de 2014 à 2016
- Veselin Vujović : entraîneur de janvier à octobre 2010

A noter également que le club peut être temporairement renforcé par d'autres joueurs pour participer à certaines compétitions. A titre d'exemple, à la Coupe du monde des clubs 2012, l'équipe est alors entraînée par Patrice Canayer et est renforcée par plusieurs joueurs de Montpellier, tels Nikola Karabatic, Issam Tej, William Accambray ou Dragan Gajić.

Montpellier renforce le club à la Coupe du monde des clubs 2012.
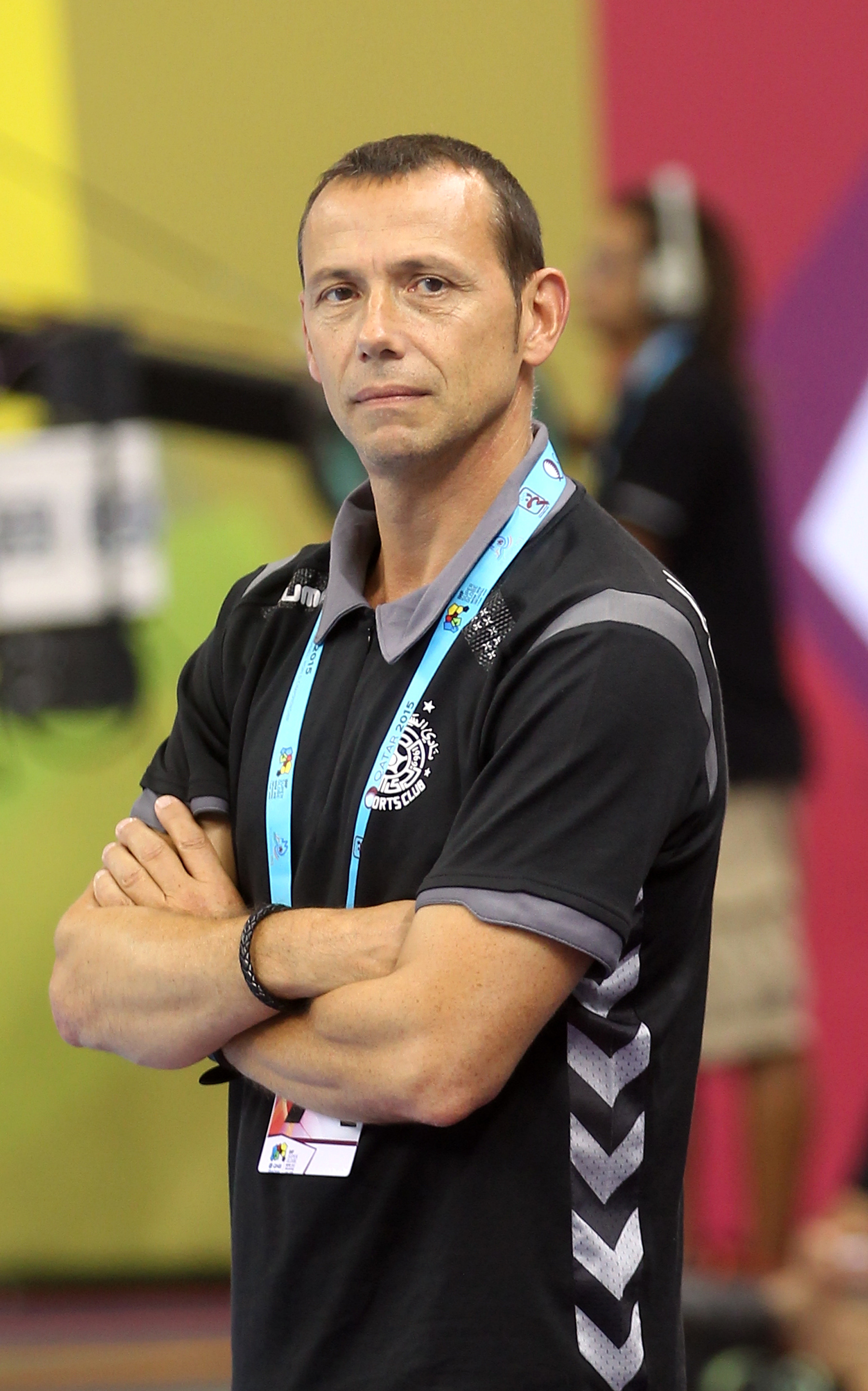
Patrice Canayer, entraîneur.
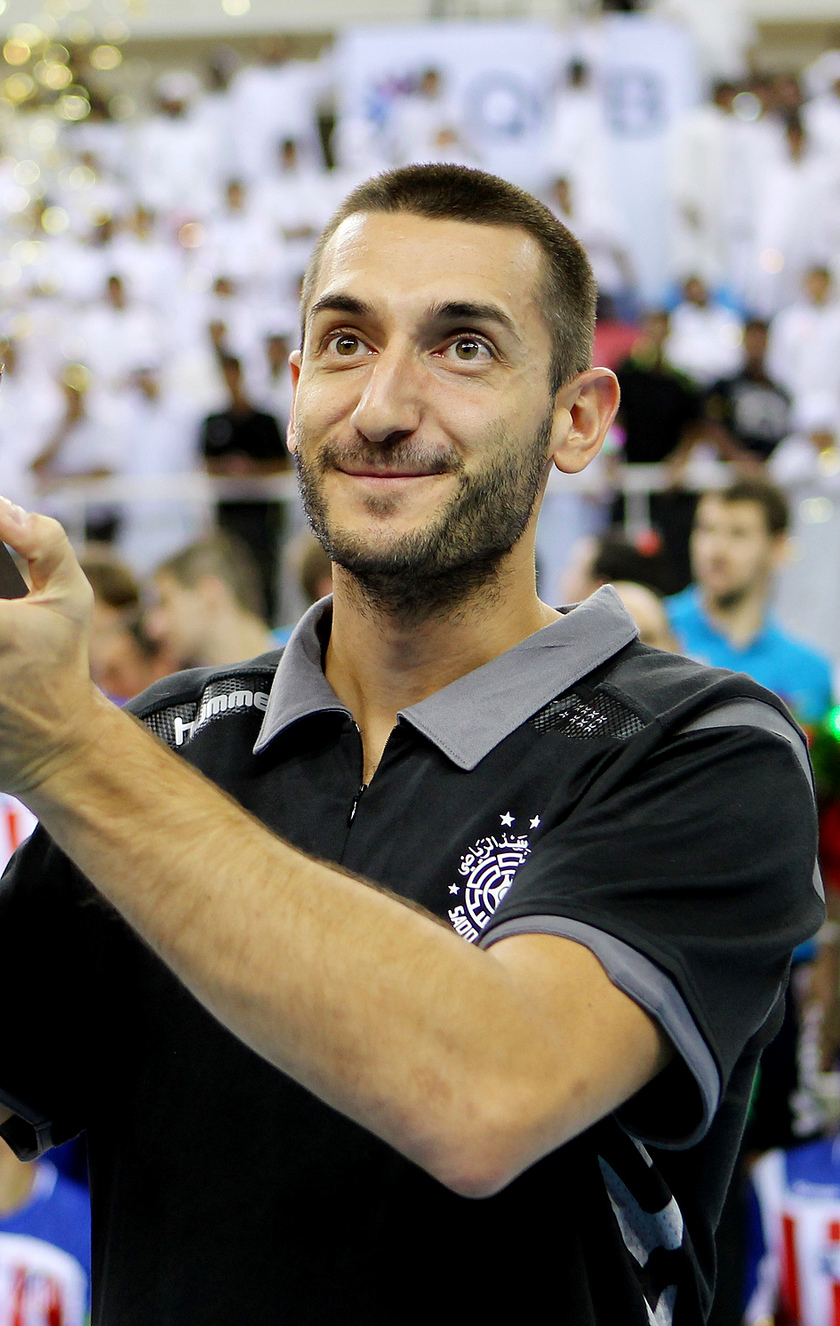
Dragan Gajić, élu meilleur joueur de la compétition.
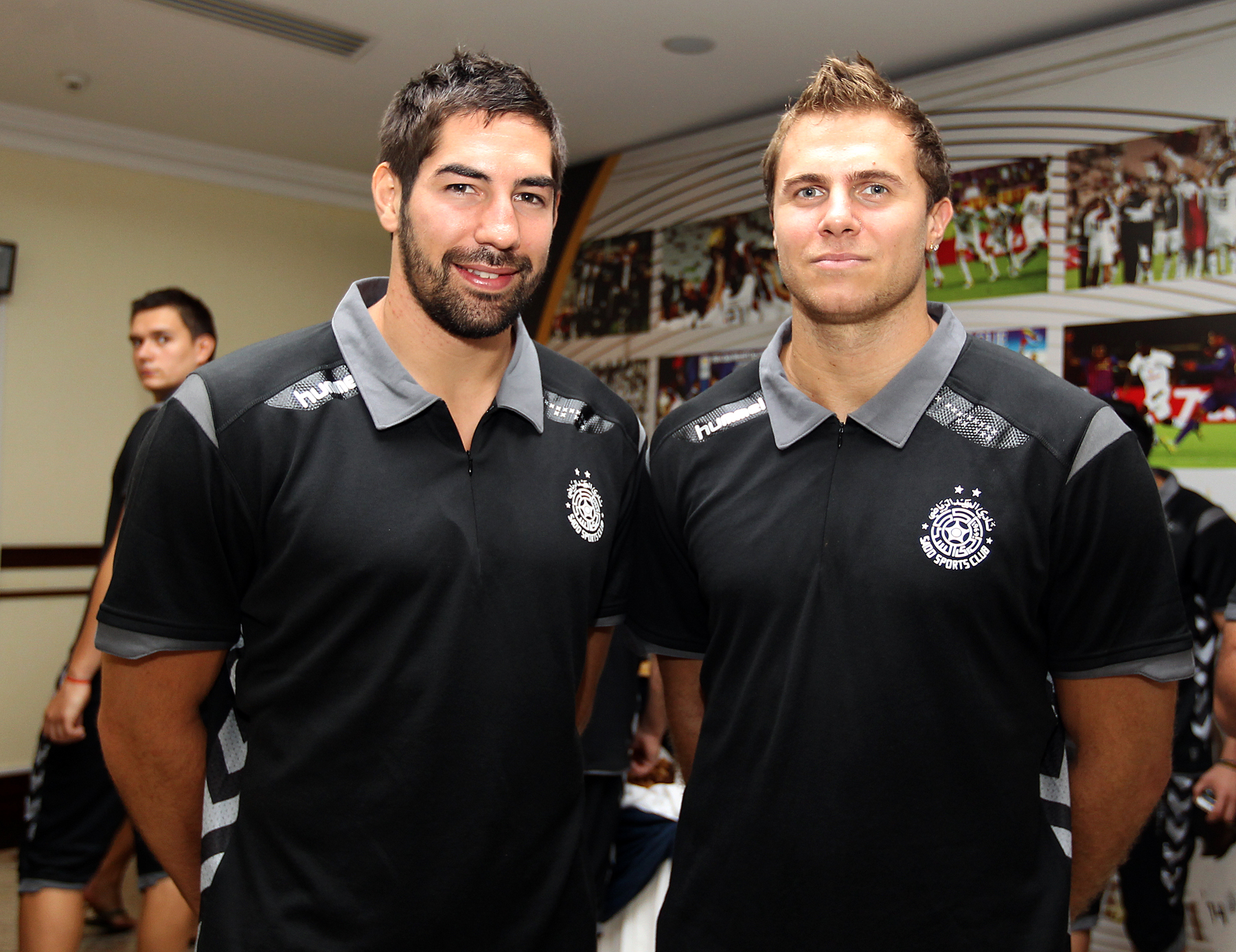
Nikola Karabatic et William Accambray.